# Alyssum tenium
Alyssum tenium är en korsblommig växtart som beskrevs av Eugen von Halácsy. Alyssum tenium ingår i släktet stenörter, och familjen korsblommiga växter. Inga underarter finns listade i Catalogue of Life.